# Geron dicronus
Geron dicronus är en tvåvingeart som beskrevs av Jacques-Marie-Frangile Bigot 1892. Geron dicronus ingår i släktet Geron och familjen svävflugor. Inga underarter finns listade i Catalogue of Life.